# Avernes
Avernes község Franciaország Île-de-France régiójában, Val-d’Oise megyében. 2018. január 1-jén a korábbi Avernes és Gadancourt község egyesült. Az így létrejött új község átvette (megtartotta) a korábbi Avernes nevet. Egyesüléskor az új község lélekszáma 916 fő lett.
Lakosainak száma 866 fő (2022. január 1.).

## Földrajza
Avernes Lainville-en-Vexin, Frémainville, Théméricourt, Wy-dit-Joli-Village, Commeny és Guiry-en-Vexin községekkel határos.

## Népessége
| Lakosok száma | 808  | 779  | 881  | 852  | 855  | 857  | 860  | 865  | 866  |
|               | 2013 | 2015 | 2016 | 2017 | 2018 | 2019 | 2020 | 2021 | 2022 |